# Wereldkampioenschap voetbal 2014 (Groep H) Zuid-Korea - België
Dit artikel gaat over de wedstrijd in de groepsfase in groep H tussen Zuid-Korea en België die gespeeld werd op donderdag 26 juni 2014 tijdens het wereldkampioenschap voetbal 2014. Op dezelfde dag werden de wedstrijden Portugal – Ghana, Verenigde Staten – Duitsland en Algerije – Rusland gespeeld.

## Voorafgaand aan de wedstrijd
- Zuid-Korea staat bij aanvang van het toernooi op de 57e positie van de FIFA-wereldranglijst. In februari 2010 begon het land met stijgen, nadat het in januari op de 52e positie stond. In oktober 2012 bereikte Zuid-Korea met de 25e positie het eind van de stijging. Sindsdien bevindt het land zich in een daling. Sinds begin 2014 is Zuid-Korea vier posities gedaald.[1] Twee andere bij de AFC aangesloten landen behaalden in juni 2014 een betere positie op de ranglijst; dat waren Japan en Iran.
- Zuid-Korea speelde voor deze wedstrijd twee andere wedstrijden. De eerste wedstrijd tegen Rusland speelde Zuid-Korea met 1-1 gelijk en de tweede wedstrijd tegen Algerije verloor Zuid-Korea met 2-4.
- België staat bij aanvang van het toernooi op de elfde plaats van de wereldranglijst. België bevindt zich sinds halverwege 2007 – toen het op de 71e plaats stond, wat het dieptepunt voor België was – in een stijgingsperiode. In oktober 2013 bereikte België met de vijfde positie zijn hoogtepunt. Sindsdien is het land zes posities gedaald. De positie van België was in juni 2014 gelijk aan die van begin 2014.[2] Zes andere bij de UEFA aangesloten landen wisten in juni 2014 een betere positie op de ranglijst te bemachtigen; dat waren Engeland, Italië, Zwitserland, Portugal, Duitsland en nummer één Spanje.
- België won beide wedstrijden; de eerste wedstrijd tegen Algerije met 2-1 en de tweede wedstrijd tegen Rusland met 1-0.
- Deze landen speelden drie keer eerder tegen elkaar, waarvan een wedstrijd op 5 juni 1999 het recentst is. Die vriendschappelijke wedstrijd werd door België met 1-2 gewonnen. In totaal won België twee wedstrijden en werden er twee gelijkgespeeld. De Belgen wisten vijfmaal in het doel van de Zuid-Koreanen te scoren; andersom kwam dat twee keer voor.[3]

## Wedstrijdgegevens
| Datum                | 26 juni 2014                  | 26 juni 2014                  |
| Wedstrijdnummer      | 47                            | 47                            |
| Stadion              | Arena de São Paulo, São Paulo | Arena de São Paulo, São Paulo |
| Toeschouwers         | 61.397                        | 61.397                        |
| Scheidsrechter       | Ben Williams                  | Ben Williams                  |
| Assistenten          | Matthew Cream Hakan Anaz      | Matthew Cream Hakan Anaz      |
| Vierde official      | Víctor Carrillo               | Víctor Carrillo               |
| Man van de wedstrijd | Jan Vertonghen                | Jan Vertonghen                |
|                      | Zuid-Korea                    | België                        |
| Doelpunten           | 0                             | 1                             |
| Gele kaarten         | 1                             | 1                             |
| Rode kaarten         | 0                             | 1                             |
| Wissels              | 3                             | 3                             |
| Schoten op doel      | 12                            | 11                            |
| Schoten naast doel   | 6                             | 5                             |
| Overtredingen        | 16                            | 11                            |
| Hoekschoppen         | 7                             | 4                             |
| Buitenspel           | 1                             | 4                             |
| Balbezit (%)         | 51                            | 49                            |

| Zuid-Korea | 0 – 1           | België |
| | goals (assists) | 78' Jan Vertonghen |
| Hong Myung-bo | bondscoach      | Marc Wilmots |
| Kim Seung-gyu Yun Suk-young Kim Young-gwon Hong Jeong-ho Lee Yong Son Heung-min 73' Ki Sung-yong Han Kook-young 46' Lee Chung-yong Koo Ja-cheol Kim Shin-wook 66' | opstellingen    | Thibaut Courtois Jan Vertonghen Nicolas Lombaerts Daniel Van Buyten Anthony Vanden Borre Mousa Dembélé Steven Defour 60' Dries Mertens Marouane Fellaini 60' Adnan Januzaj 88' Kevin Mirallas |
| Lee Keun-ho 46' Kim Bo-kyung 66' Ji Dong-won 73' | wissels         | 60' Divock Origi 60' Nacer Chadli 88' Eden Hazard |
| Hong Jeong-ho 35' | gele kaarten    | 50' Mousa Dembélé |
| | rode kaarten    | 45' Steven Defour |

## Wedstrijden
| Groepswedstrijden      |                       |                         |                       |                         |                        |                        |                         |
| Groep A                | Groep B               | Groep C                 | Groep D               | Groep E                 | Groep F                | Groep G                | Groep H                 |
| Brazilië – Kroatië     | Spanje – Nederland    | Colombia - Griekenland  | Uruguay – Costa Rica  | Zwitserland – Ecuador   | Argentinië – Bosnië    | Duitsland – Portugal   | België – Algerije       |
| Mexico – Kameroen      | Chili – Australië     | Ivoorkust – Japan       | Engeland – Italië     | Frankrijk – Honduras    | Iran – Nigeria         | Ghana – U.S.A.         | Rusland – Zuid-Korea    |
| Kameroen – Kroatië     | Australië – Nederland | Japan – Griekenland     | Italië – Costa Rica   | Honduras – Ecuador      | Nigeria – Bosnië       | U.S.A. – Portugal      | Zuid-Korea – Algerije   |
| Brazilië – Mexico      | Spanje – Chili        | Colombia – Ivoorkust    | Uruguay – Engeland    | Zwitserland – Frankrijk | Argentinië – Iran      | Duitsland – Ghana      | België – Rusland        |
| Kameroen – Brazilië    | Australië – Spanje    | Japan – Colombia        | Italië – Uruguay      | Honduras – Zwitserland  | Nigeria – Argentinië   | U.S.A. – Duitsland     | Zuid-Korea – België     |
| Kroatië – Mexico       | Nederland – Chili     | Griekenland – Ivoorkust | Costa Rica – Engeland | Ecuador – Frankrijk     | Bosnië – Iran          | Portugal – Ghana       | Algerije – Rusland      |
| Achtste finales        |                       |                         |                       |                         |                        |                        |                         |
| Brazilië Chili         | Colombia Uruguay      | Frankrijk Nigeria       | Duitsland Algerije    | Nederland Mexico        | Costa Rica Griekenland | Argentinië Zwitserland | België Verenigde Staten |
| Kwartfinales           |                       |                         |                       |                         |                        |                        |                         |
| Brazilië – Colombia    | Brazilië – Colombia   | Frankrijk – Duitsland   | Frankrijk – Duitsland | Nederland – Costa Rica  | Nederland – Costa Rica | Argentinië – België    | Argentinië – België     |
| Halve finales          |                       |                         |                       |                         |                        |                        |                         |
| Brazilië – Duitsland   | Brazilië – Duitsland  | Brazilië – Duitsland    | Brazilië – Duitsland  | Nederland – Argentinië  | Nederland – Argentinië | Nederland – Argentinië | Nederland – Argentinië  |
| Troostfinale           |                       |                         |                       |                         |                        |                        |                         |
| Brazilië – Nederland   |                       |                         |                       |                         |                        |                        |                         |
| Finale                 |                       |                         |                       |                         |                        |                        |                         |
| Duitsland – Argentinië |                       |                         |                       |                         |                        |                        |                         |

KFA · A-internationals · Selecties · Bondscoaches · Zuid-Koreaans vrouwenelftal · Olympisch elftal · Zuid-Korea U21 · Zuid-Korea U20 · Zuid-Korea U19 · Zuid-Korea U18 · Zuid-Korea U17
1940 – 1949 ·
1950 – 1959 ·
1960 – 1969 ·
1970 – 1979 ·
1980 – 1989 ·
1990 – 1999 ·
2000 – 2009 ·
2010 – 2019 ·
2020 − 2029
WK 1954 · 
WK 1986 · 
WK 1990 · 
WK 1994 · 
WK 1998 · 
WK 2002 · 
WK 2006 · 
WK 2010 · 
WK 2014 · 
WK 2018
OS 1948 ·
OS 1964 ·
OS 1988 ·
OS 1992 ·
OS 1996 ·
OS 2000 ·
OS 2004 ·
OS 2008 ·
OS 2012 ·
OS 2016 ·
OS 2020
1948 ·
1949 ·
1950 · 
1951 · 1952 · 
1953 · 
1954 · 
1955 · 
1956 · 
1957 · 
1958 · 
1959 ·
1960 · 
1961 · 
1962 · 
1963 · 
1964 · 
1965 · 
1966 · 
1967 · 
1968 · 
1969 ·
1970 · 
1971 · 
1972 · 
1973 · 
1974 · 
1975 · 
1976 · 
1977 · 
1978 · 
1979 ·
1980 · 
1981 · 
1982 · 
1983 · 
1984 · 
1985 · 
1986 · 
1987 · 
1988 · 
1989 ·
1990 ·
1991 · 
1992 · 
1993 · 
1994 · 
1995 · 
1996 · 
1997 · 
1998 · 
1999 · 
2000 · 
2001 · 
2002 · 
2003 · 
2004 · 
2005 · 
2006 · 
2007 · 
2008 · 
2009 · 
2010 · 
2011 ·
2012 ·
2013 ·
2014 ·
2015 ·
2016 ·
2017 ·
2018 ·
2019 ·
2020 ·
2021 ·
2022 ·
2023 ·
2024
Afghanistan ·
Algerije ·
Angola ·
Argentinië ·
Australië ·
Bahrein ·
Bangladesh ·
België ·
Bolivia ·
Bosnië en Herzegovina ·
Brazilië ·
Brunei ·
Bulgarije ·
Burkina Faso ·
Cambodja ·
Canada ·
Chili ·
China ·
Colombia ·
Costa Rica ·
Cuba ·
Denemarken ·
Duitsland ·
Ecuador ·
Egypte ·
El Salvador ·
Engeland ·
Filipijnen ·
Finland ·
Frankrijk ·
Georgië ·
Ghana ·
Griekenland ·
Guam ·
Guatemala ·
Haïti ·
Honduras ·
Hongarije ·
Hongkong ·
IJsland ·
India ·
Indonesië ·
Irak ·
Iran ·
Israël ·
Italië ·
Ivoorkust ·
Jamaica ·
Japan ·
Jemen ·
Joegoslavië ·
Jordanië ·
Kameroen ·
Kazachstan ·
Kenia ·
Kirgizië ·
Koeweit ·
Kroatië ·
Laos ·
Letland ·
Libanon ·
Libië ·
Luxemburg ·
Macau ·
Malediven ·
Maleisië ·
Mali ·
Malta ·
Marokko ·
Mexico ·
Moldavië ·
Mongolië ·
Myanmar ·
Nederland ·
Nepal ·
Nieuw-Zeeland ·
Nigeria ·
Noord-Ierland ·
Noord-Korea ·
Noord-Macedonië ·
Noorwegen ·
Oekraïne ·
Oezbekistan ·
Oman ·
Pakistan ·
Palestina ·
Panama ·
Paraguay ·
Peru ·
Polen ·
Portugal ·
Qatar ·
Roemenië ·
Rusland ·
Saoedi-Arabië ·
Schotland ·
Senegal ·
Servië ·
Servië en Montenegro ·
Singapore ·
Slowakije ·
Soedan ·
Spanje ·
Sri Lanka ·
Syrië ·
Tadzjikistan ·
Taiwan ·
Thailand ·
Togo ·
Trinidad en Tobago ·
Tsjechië ·
Tunesië ·
Turkije ·
Turkmenistan ·
Uruguay ·
Venezuela ·
Verenigde Arabische Emiraten ·
Verenigde Staten ·
Vietnam ·
Wales ·
Wit-Rusland ·
Zambia ·
Zuid-Jemen ·
Zuid-Vietnam ·
Zweden ·
Zwitserland
Algerije (2014) · 
Australië (2015, 2) ·
België (2014) · 
Duitsland (2018) · 
Frankrijk (2006) · 
Griekenland (2010) ·
Mexico (2018) ·
Nigeria (2010) · 
Portugal (2022) · 
Rusland (2014) · 
Togo (2006) · 
Zweden (2018) ·
Zwitserland (2006)
KBVB · A-internationals · Selecties · Statistieken · Bondscoaches · Belgisch vrouwenelftal · Olympisch elftal · België U21 · België U20 · België U19 · België U18 · België U17 · België U16 · Vrouwen U19 · Vrouwen U17
Albanië ·
Algerije ·
Andorra ·
Argentinië ·
Armenië ·
Australië ·
Azerbeidzjan ·
Bosnië en Herzegovina · 
Brazilië ·
Bulgarije ·
Burkina Faso ·
Canada ·
Chili ·
Colombia ·
Costa Rica ·
Cyprus ·
DDR ·
Denemarken ·
Duitsland ·
Egypte ·
El Salvador ·
Engeland ·
Estland ·
Faeröer ·
Finland ·
Frankrijk ·
Gabon ·
Gibraltar ·
Griekenland ·
Hongarije ·
Ierland ·
IJsland ·
Irak ·
Israël ·
Italië ·
Ivoorkust ·
Japan ·
Joegoslavië ·
Kazachstan ·
Kroatië · 
Letland ·
Litouwen ·
Luxemburg ·
Malta ·
Marokko ·
Mexico ·
Montenegro · 
Nederland ·
Noord-Ierland ·
Noord-Macedonië ·
Noorwegen ·
Oekraïne ·
Oostenrijk ·
Panama · 
Paraguay ·
Peru ·
Polen ·
Portugal ·
Qatar ·
Roemenië ·
Rusland ·
San Marino ·
Saoedi-Arabië ·
Schotland ·
Servië ·
Servië en Montenegro ·
Slovenië ·
Slowakije ·
Sovjet-Unie ·
Spanje ·
Tsjechië ·
Tsjecho-Slowakije ·
Tunesië · 
Turkije · 
Uruguay · 
Verenigde Staten · 
Wales · 
Wit-Rusland ·
Zambia · 
Zuid-Korea · 
Zweden · 
Zwitserland
Algerije (2014) ·
Argentinië (2014) · 
Brazilië (2018) · 
Canada (2022) · 
Denemarken (2021) · 
Engeland (2018, 1) · 
Engeland (2018, 2) · 
Finland (2021) · 
Frankrijk (1904) ·
Frankrijk (2018) · 
Ierland (2016) · 
Italië (2016) · 
Italië (2021) · 
Japan (2018) · 
Kroatië (2022) · 
Marokko (2022) · 
Nederland (1985) · 
Panama (2018) ·
Polen (1982) · 
Portugal (2021) · 
Rusland (2014) · 
Rusland (2021) · 
Sovjet-Unie (1982) · 
Tunesië (2018) · 
Verenigde Staten (2014) ·
West-Duitsland (1980) · 
Zuid-Korea (2014)